# 松月院
松月院（しょうげついん）は、東京都板橋区赤塚にある曹洞宗の寺院。山号は萬吉山（ばんきざん）。正式名称は、萬吉山宝持寺松月院。

## 歴史
当寺院は、房総に勢力を持っていた武将の千葉自胤が康正2年（1456年）に現：千葉県の市川から赤塚城に移り、その後1492年に当地にあった古寺の宝持寺を自身の菩提寺として定め、土地を寄進し、松月院と名を改めさせたのが始まりであるといわれている。
江戸時代には、当寺院は徳川家康に認められ、40石の朱印地が与えられた。他歴代の将軍からも保護を受け発展した。
江戸時代後期には、砲術家として名高い高島秋帆が1841年に近隣の徳丸ケ原（現在の高島平付近。高島平の名は高島秋帆にちなんでいる）で西洋式の砲術訓練を行った際に本陣がこの松月院に置かれた。この訓練は当時の大名などを驚かせ、高島秋帆に大きな名声を与えたものであった。またこの松月院の名を有名なものにもした。
明治時代には、一時期旧赤塚村の村役場が境内に置かれた。その後現在でも、板橋十景に選ばれるなど板橋区内でも由緒ある寺院としてその名が知られている。

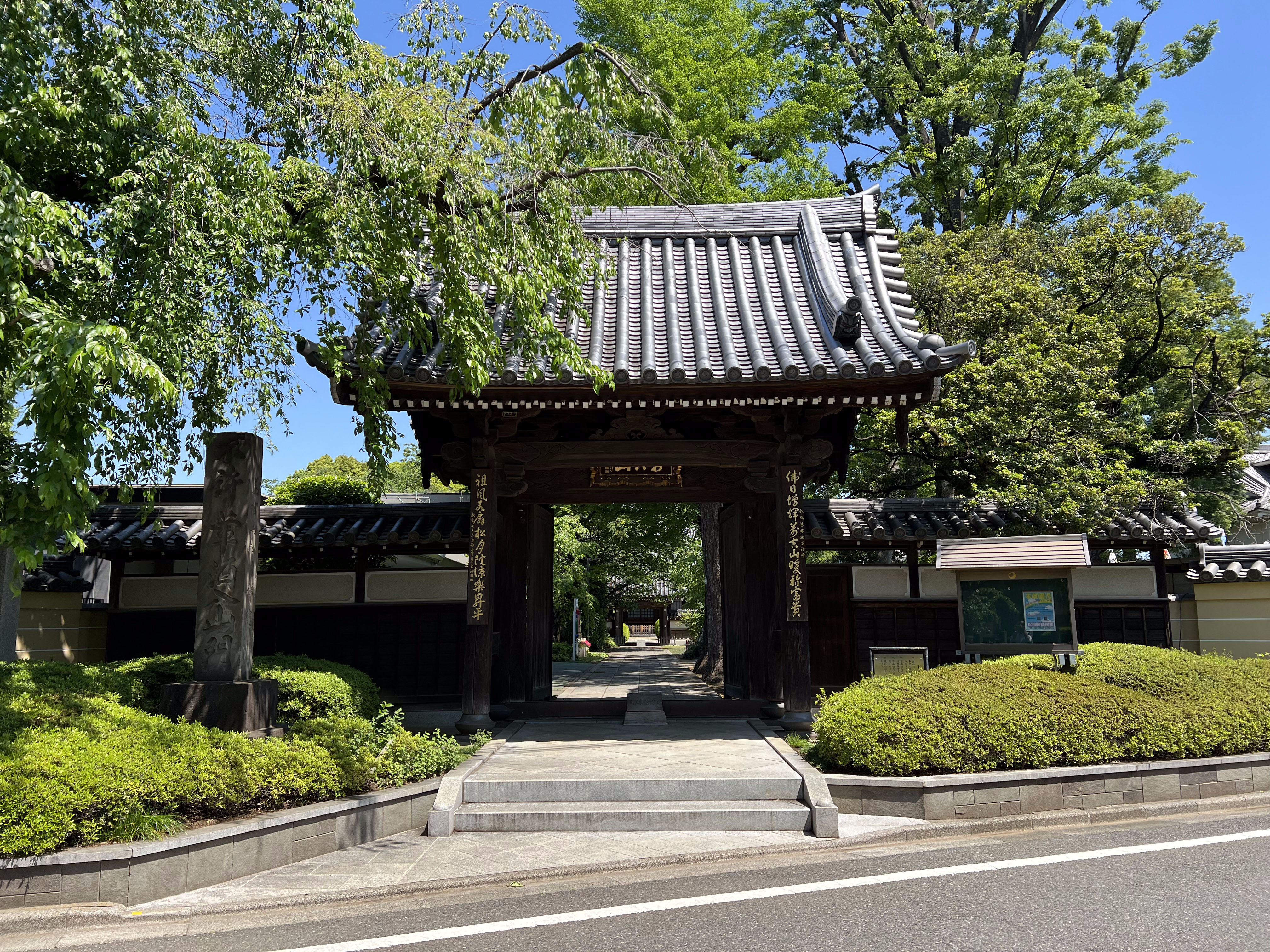
山門
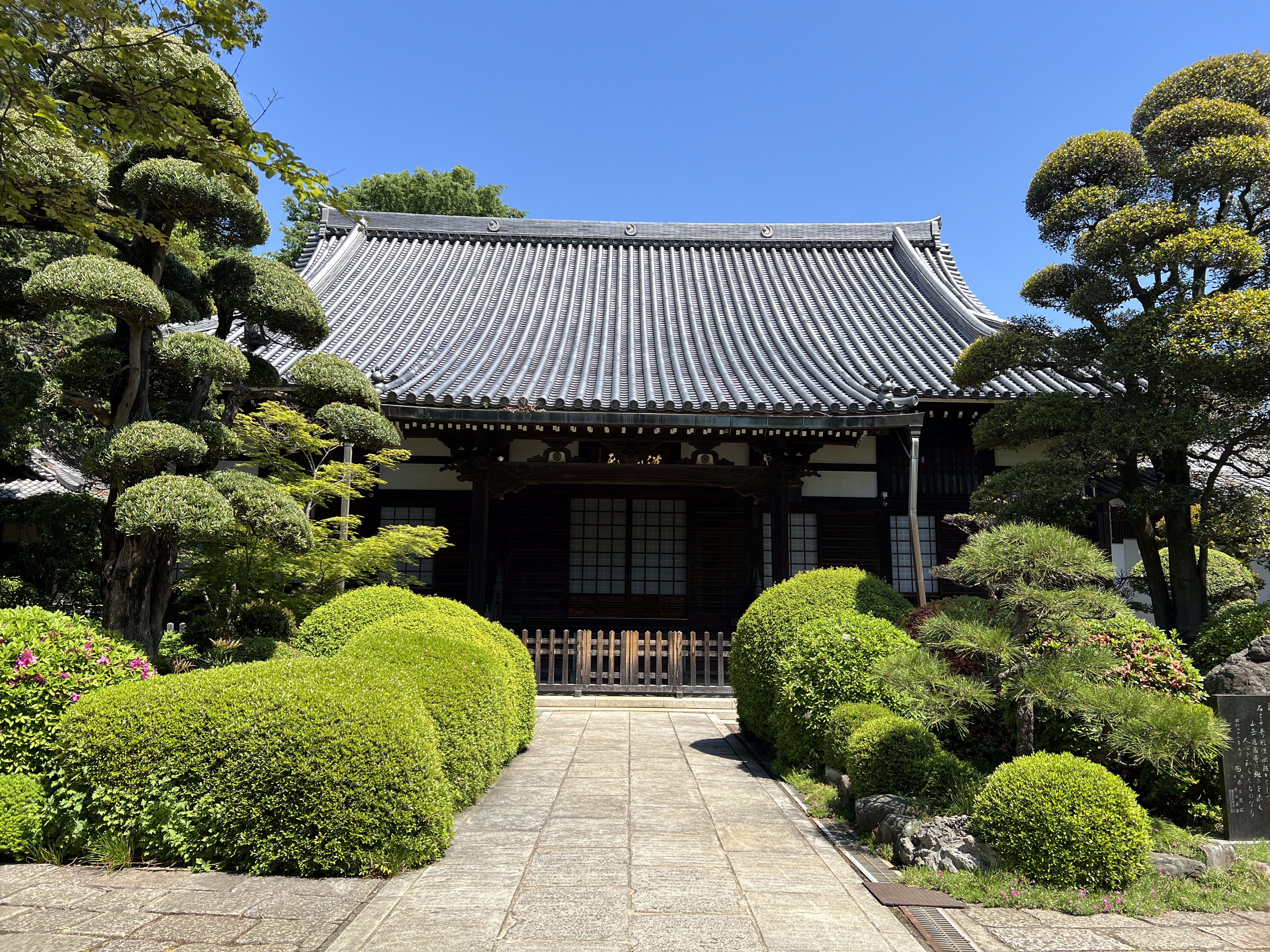
本堂
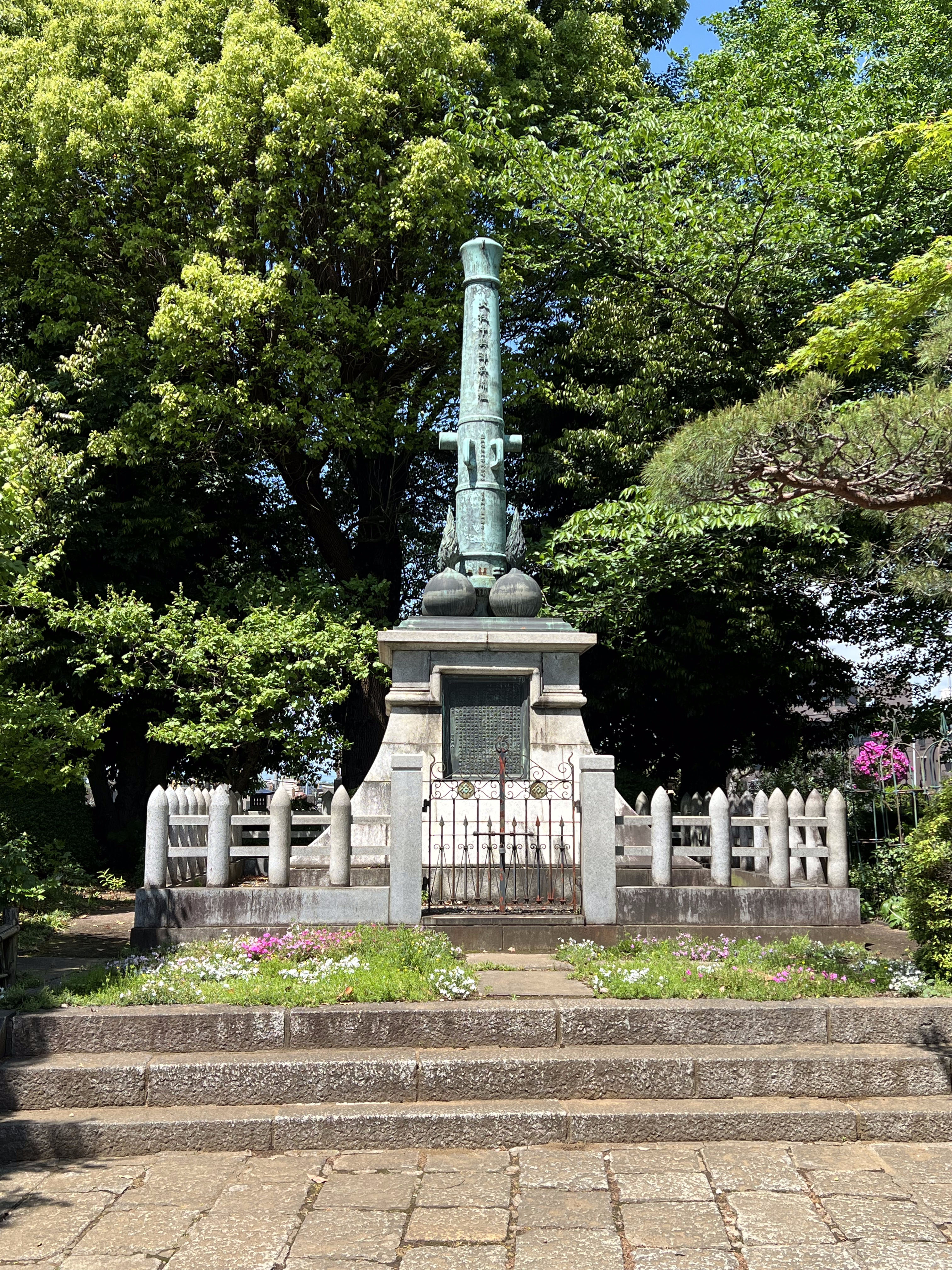
高島秋帆先生紀功碑

## 寺宝等
- 釈迦牟尼仏坐像（本尊）
- 普賢菩薩像
- 文殊菩薩像
- 道元禅師像
- 慧応禅師像（開山）
- 達磨大師像
- 大権修利菩薩像
- 不動明王像

その他、高島秋帆が行った洋式砲術の演習場（現在の高島平）に近いこともあり、高島秋帆ゆかりの品々も多い。

## 史跡
- 千葉自胤の墓
- 下村湖人の墓 - 『次郎物語』で知られる20世紀の小説家。下村湖人は、松月院がある赤塚一帯の風景が殊のほか気に入り、『次郎物語』にも赤塚の地を登場させている。また松月院にもよく立ち寄った。
- 高島秋帆顕彰碑
- 新東京八名勝の記念石碑 - 1932年に東京市が近隣町村と合併・拡大されたの記念し、報知新聞社の企画で新たな名勝地を「新東京八名勝」として一般読者の投票により決めた際に松月院が第5位になり、八名勝のひとつに選出されたのを記念して作られた石碑。
- 松宝閣（寺宝館） - 高島秋帆や千葉氏にまつわる資料などを展示している。

### 赤塚大堂
近隣にある寺院で、松月院が管理している。

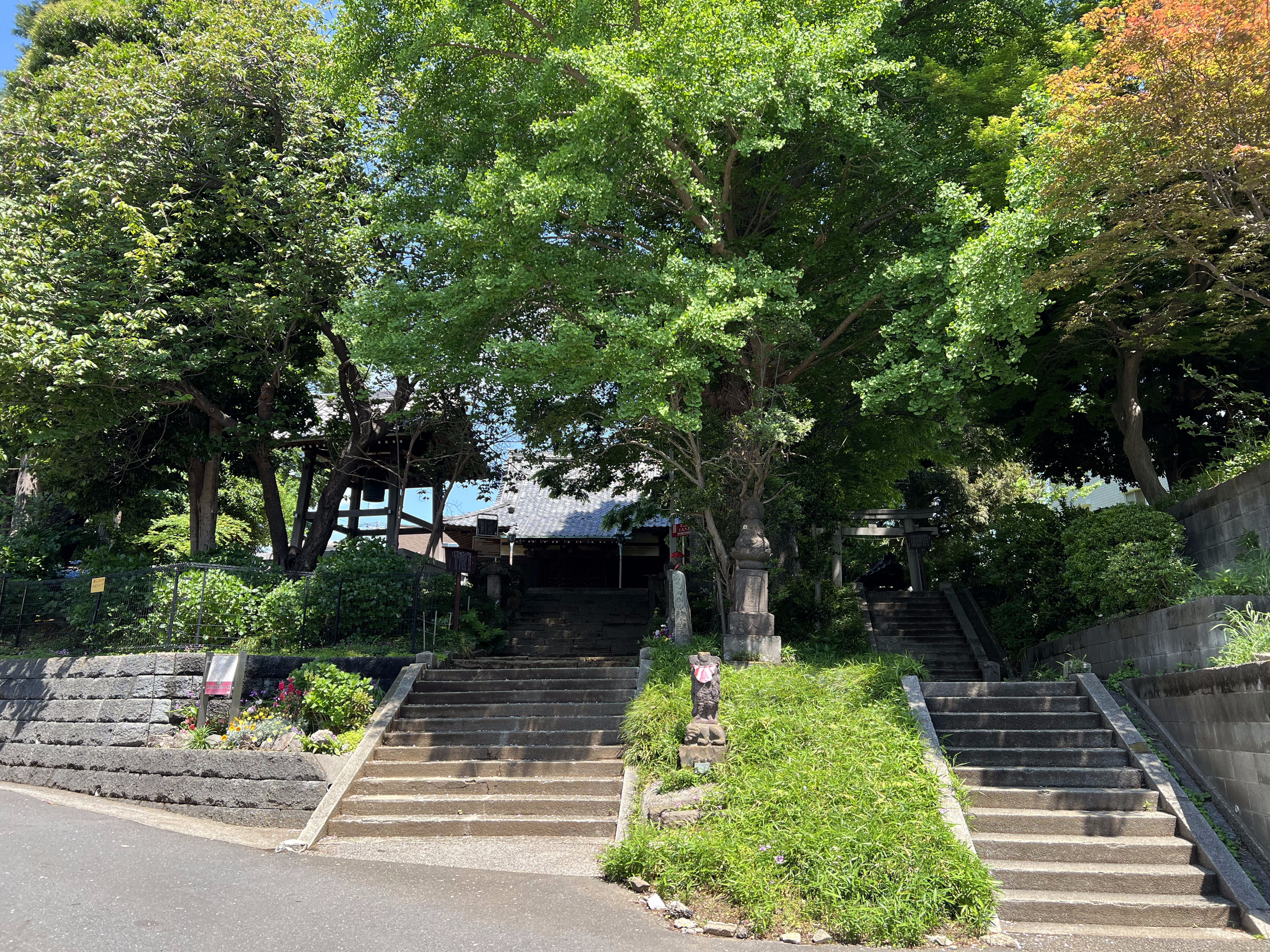
大堂

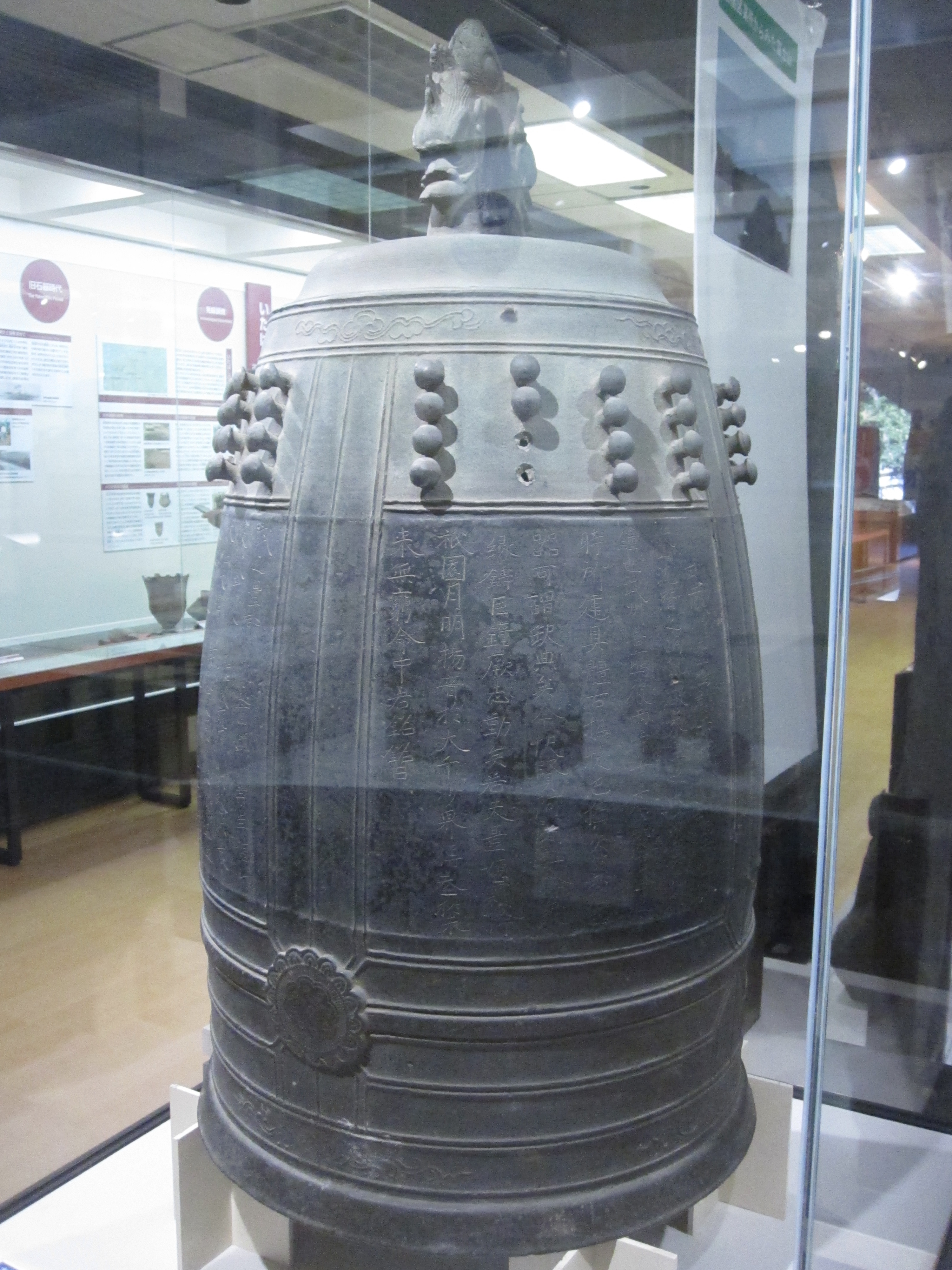
赤塚大堂の梵鐘（重要美術品、板橋区立郷土資料館にて展示）

現在では阿弥陀堂と梵鐘のみ残されているが、創建は大同年間（806-810年）と板橋区最古を誇る。『新編武蔵風土記稿』によれば、往時は七堂伽藍を構えた大寺院であったが、戦国時代の永禄年間に長尾景虎の小田原攻めに巻き込まれて焼失したという。1955年（昭和30年）3月28日、東京都旧跡に指定された。
また、暦応3年（1340年）作の大堂梵鐘は都内最古のもので、1949年（昭和24年）5月28日に重要美術品に認定されている。銘文は以下の通り。
武蔵州豊嶋郡赤塚泉福寺真福寺両寺鐘銘
驚沈潜之幽蟄 破衆生之大夢 莫先於
鐘也 武州豊嶋彼両寺者 前朝全盛之
時所建 具体古招提也 独 欠簨簴之
器 可謂欠典矣 今快賢阿闍梨 幹衆
縁鋳巨鐘 厥志動矣 若夫 豊嶺霜降
祇園月明 揚音於大千沙界 伝益於未
来無窮 命中岩銘 銘曰
武之豊郡 州之重鎮 崇崇福山
裒我彦俊 鳧氏范鏞 以落以釁
大扣大鳴 鯨吼霆震 啓昏迪迷
遐邇咸進 劫石有消 洪音無尽
暦応三庚辰四月初八日筆執三位親慶
大工平次五郎行次
勧進沙門治部阿闍梨快賢

## 施設
当寺院が母体となって、隣接してある『松月院幼稚園』を運営している。

## アクセス
- 東武東上線、下赤塚駅・成増駅または東京メトロ有楽町線・東京メトロ副都心線、地下鉄赤塚駅・地下鉄成増駅の各駅よりいずれも徒歩約20分。または成増駅北口より赤羽駅西口行きバス（国際興業バス 赤02系統）「赤塚八丁目」下車。
- 拝観は日中の時間帯のみ無料。

## 近隣施設
- 乗蓮寺 - 東京大仏で知られる寺院。
- 赤塚植物園

## 関連文献
- 斎藤長秋 編「巻之四 天権之部 萬吉山松月院」『江戸名所図会』 3巻、有朋堂書店〈有朋堂文庫〉、1927年、46-49頁。NDLJP:1174157/28。